# Hermes Calabria
Hermes Calabria (Montevideo, Uruguay, 17 de diciembre de 1950) es un baterista uruguayo de Heavy Metal y Hard Rock, famoso por haber formado parte de la agrupación uruguaya Psiglo y de la banda española Barón Rojo.

## Carrera

### Inicios
Hermes Calabria, se inicia en grupos de su Uruguay natal, como The Ghosts, Ovni 87, Días de Blues, Urbano y Psiglo. Fue el baterista de Psiglo en su última etapa, Con dicha banda viajó a España buscando nuevos horizontes, sin embargo, la agrupación no pudo consolidarse en dicho país. Ya en España, entre 1976 y 1980, forma parte de bandas tan dispares como los Marismeños, Paloma San Basilio, el mítico Moris o Azabache, con los que graba el disco "No, Gracias", en el que llega a componer algunas de las canciones del disco.

### Barón Rojo
Hermes conoció a los hermanos Carlos y Armando de Castro, con los que colaboró en la fundación de Barón Rojo, banda en la que permaneció hasta 1989 y donde cosechó grandes éxitos y una excelente reputación como batería. Con Barón Rojo grabó todos los discos de la década de los 80, desde el Larga vida al Rock and Roll hasta el Obstinato.  
En los últimos años de su etapa con Barón Rojo, fundó en Madrid junto al músico Rubén Melogno el primer consertavorio de rock de España, que llevó el nombre de "Rockservatorio". En 1988 grabó con el Rockservatorio el disco "Con Cierto Secreto".
Tras 20 años de su salida de Barón Rojo, volvió a la banda para realizar la gira 30 Aniversario, que llevó a la banda a diversos lugares de la geografía española con sus miembros originales, llegándose a grabar el film cinematográfico "Barón Rojo, la película", que sería publicado en el año 2012.

### Etapa Post-Barón Rojo, Genético y Sherpa
Tras su salida del grupo Barón Rojo en 1989, continuó como profesor del Rockservatorio y con una tienda de instrumentos musicales, alternando esta faceta con algunas otras formaciones musicales como "Genético", formación en la que participaban Ruben Melogno y Hermes Calabria con sus respectivos hijos, y con la que grabaron algunos temas nuevos y volvieron a llevar la música de Psiglo a su Uruguay natal. 
En 2004 se incorpora al proyecto y banda "Sherpa", su excompañero en Barón Rojo, José Luis Campuzano. Con Sherpa graba en 2004 "Guerrero en el desierto", CD que alternaba desde heavy clásico a algunas versiones de The Animals y Módulos. En 2007 publican un disco doble "El Rock me mata" (disco en estudio) y "Vivo" (disco en directo grabado durante un concierto en la sala Copérnico de Madrid en 2006). A mediados de 2013, publican de nuevo  un doble álbum, esta vez en estudio titulado Transfusound, consistente en un primer disco eléctrico con canciones nuevas, y otro segundo disco acústico con covers y versiones.
Actualmente, se encuentra inmerso en un nuevo proyecto con su hijo Marcelo Calabria (Valdés), que han llamado "Los Calabria".

## Discografía con Azabache
- No, Gracias - 1980

## Discografía con Barón Rojo
- Larga vida al rock and roll - 1981
- Volumen brutal - 1982
- Metalmorfosis - 1983
- Grandes Temas (Recopilatorio) - 1983
- Barón al rojo vivo (1984) (En directo)
- En un lugar de la marcha - 1985
- Siempre estáis allí (1986) (En directo)
- Tierra de nadie - 1987
- No va más - 1988
- Obstinato - 1989

## Discografía con Rockservatorio
- Con Cierto Secreto - 1988

## Discografía con Genético
- Genético - 2002

## Discografía con Sherpa
- Guerrero en el desierto - 2004
- El Rock me mata - 2007
- Transfusound - 2013

## Películas y documentales
- Barón Rojo, la película - 2012